# لويس أينشتاين
لويس أينشتاين (بالإنجليزية: Lewis Einstein)‏ هو دبلوماسي أمريكي، ولد في 15 مارس 1877 في نيويورك في الولايات المتحدة، وتوفي في 4 ديسمبر 1967 في باريس في فرنسا.